# Transzhimalája
A Transzhimalája (Nyencsen-Thanglha-hegység) Tibet déli részén húzódik. Nagyrészt a Himalájával párhuzamosan nyúlik el kelet-nyugati irányban. Olykor a Himalája hegységrendszeréhez sorolják. A hegylánc 1600 km hosszú, észak–déli szélessége 80 km. A Tibeti-fennsík peremhegységeként vízválasztó szerepe van, Észak- és Dél-Tibetet is elválasztja egymástól.
A Transzhimalája átlagmagassága kb. 5800–6000 m, délen a hegység ereszkedő völgyei 3000 és 4300 m tengerszint feletti magasságúak. Az északi hegyoldalak viszonylag simán futnak le a Tibeti-fennsík sztyeppi és gyakran sivatagi jellegű tájaihoz. A Transzhimalája nyugati vonulatának legmagasabb pontja a 6714  m magas Kajlás-hegy, a buddhisták szent hegye.

## Elnevezése

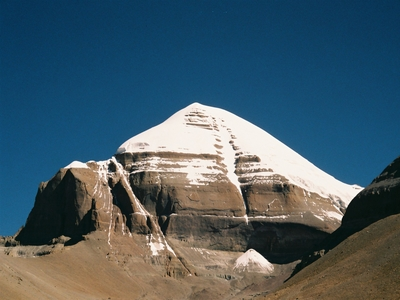
Kajlás-hegy

Id. Lóczy Lajos 1877–1880-ban tagja volt a gróf Széchenyi Béla által vezetett kelet-ázsiai expedíciónak. Ő ismerte fel a Himalájának az Alpokhoz hasonló „takaróredős” szerkezetét. Ennek alapján elméletileg kikövetkeztette, hogy a hegységgel párhuzamosan, Tibet déli peremén egy másik hegyláncnak is kell húzódnia, és ennek a Transzhimalája nevet adta. Sven Hedin svéd földrajztudós és felfedező Lóczy leírása alapján találta meg ezt a hatalmas hegyvonulatot, amit rövid ideig Hedin-hegységnek is neveztek.
Ma nyugati része e helyi nevekből eredően Kangtisze (Gangdise), keleti része pedig Nyencsen Tangla (Nyainqéntanghla) néven is szerepel bizonyos térképeken.

## Fordítás
Ez a szócikk részben vagy egészben  a   Transhimalaya című német Wikipédia-szócikk fordításán alapul.  Az eredeti cikk szerkesztőit annak laptörténete sorolja fel. Ez a jelzés csupán a megfogalmazás eredetét és a szerzői jogokat jelzi, nem szolgál a cikkben szereplő információk forrásmegjelöléseként.